# Bandera de Setcases
La bandera oficial de Setcases (Ripollès) té la següent descripció:
Bandera apaïsada de proporcions dos d'alt per tres de llarg, verda, amb set pals blancs cadascun de gruix 1/15 de la llargària del drap.
Els set pals blancs representes les set cases de l'escut.
Va ser aprovada el 7 de desembre de 1994 i publicada en el DOGC el 23 de desembre del mateix any amb el número 1989.